# Comahuetherium
Comahuetherium es un género extinto de mamífero astrapoterio de principios del Mioceno (edad Colhuehuapiense). Es un miembro basal de la familia de los astrapotéridos que vivió en lo que ahora es la Patagonia, en Argentina. El holotipo fue encontrado en la formación geológica Cerro Bandera en la provincia de Neuquén, en el norte de la Patagonia y especímenes adicionales fueron encontrados en Gran Barranca, al sur del lago Colhué Huapi, en la provincia de Chubut en la Patagonia central. Fue originalmente descrito por Alejandro Kramarz y Mariano Bond en el año 2011 y la especie tipo es Comahuetherium coccaorum.